# 3815 Konig
3815 Konig је астероид главног астероидног појаса са пречником од приближно 23,21 .
Афел астероида је на удаљености од 2,838 астрономских јединица (АЈ) од Сунца, а перихел на 2,307 АЈ.
Ексцентрицитет орбите износи 0,103, инклинација (нагиб) орбите у односу на раван еклиптике 8,625 степени, а орбитални период износи 1507,541 дана (4,127 године).
Апсолутна магнитуда астероида је 12,40 а геометријски албедо 0,036.
Астероид је откривен 15. априла 1959. године.